# Merosargus megalopyge
Merosargus megalopyge är en tvåvingeart som beskrevs av James 1971. Merosargus megalopyge ingår i släktet Merosargus och familjen vapenflugor. Inga underarter finns listade i Catalogue of Life.